# Список умерших в 819 году

## Дата смерти неизвестна или требует уточнения
- Абу Давуд ат-Таялиси, исламский ученый и хадисовед (мухаддис).
- Асад ибн Саман, сын Саман-худата, основателя династии Саманидов.
- Аэд Посвящённый, король Айлеха (788—819) и верховный король Ирландии (797—819).
- Драгамож, князь племени гачан.
- Иоанн II, архиепископ Арля (не позднее 811—819).
- Кадолаг, герцог Фриуля (799/816—819).
- Катал мак Дунлайнге, король Уи Хеннселайг (Южного Лейнстера) (809—819).
- Лю Цзунъюань, китайский философ и писатель эпохи Тан, один из Восьми деятелей эпох Тан и Сун.
- Маэл Брессайл мак Мурхада, король Кенел Конайлл (804—819).
- Хишам ибн аль-Калби, исламский историк и генеалог, знаток арабской древности.
- Эохайд IV, король гэльского королевства Дал Риада (811—819).